# Terminasiania
Terminasiánia — рід жуків родини Довгоносики (Curculionidae). Рід названий на честь М. Є. Тер-Мінасян — видатного колеоптеролога, що внесла вагомий внесок у вивчення саме триби Cleonini.

## Зовнішній вигляд
Основні ознаки роду:
- головотрубка не коротша, ніж ⅔ передньоспинки, з тонким кілем від переднього краю лоба до трикутного майданчика на вершині;
- 1-й членик джгутика вусиків коротший за 2-й;
- ширина передньоспинки більша, ніж її довжина, її задній край прямий, боки слабо закруглені, зверху і вздовж боків є по дві білуваті смуги, на боках також є блискучі чорні плями;
- надкрила при основі ширші за передньоспинку, із плечима, що виступають, і розширеними до заду боками і крапковими рядами із широкими пласкими проміжками; основна половина надкрил вкрита чорними блискучими зернятками, які добре видно на тлі світло сірих лусочок, що вкривають надкрила;
- стегна й гомілки без волосків, які стирчать, лапки вкриті знизу шипами, 1-й та 2-й членики лапок видовжені, 2-й членик довший за 3-й, кігтики зрослися біля своєї основи; внутрішнього краю;
- черевце й ноги вкриті сіруватими видовженими лусочками, які щільно прилягають до поверхні.

До цього роду віднесений один вид — Terminasiania granosa, довжина тіла якого становить 7.5-15 мм.

## Спосіб життя
Не вивчений. Імовірно, він типовий для Cleonini.

## Географічне поширення
Terminasiania granosa знайдена лише в Азії (див. нижче). Вона вказувалася також для України (Крим), але колекційний матеріал або конкретні дані про таку знахідку невідомі. Не реєстрували цей вид і на територіях, які межують з Україною.

## Класифікація
У роді описаний лише один вид — Terminasiania granosa (Zoubkoff, 1833). Він відомий з Казахстану, Ірану, Узбекистану, Туркменістану, Таджикистану та Північно-Західного Китаю.

## Практичне значення
Terminasiania granosa (під синонімічною назвою Isomerus granosus) вказувався серед шкідників буряків. Але даних про реальні економічні збитки при цьому не наводилось (див., наприклад,).